# Ronde van Emilia 2021
De 104e editie van de wielerwedstrijd Ronde van Emilia werd in 2021 verreden op zaterdag 2 oktober. De wedstrijd eindigde traditioneel op de klim naar het Santuario Madonna di San Luca in Bologna. De wedstrijd maakte deel uit van de UCI ProSeries 2021, in de categorie 1.Pro. In 2020 won de Rus Aleksandr Vlasov. Deze editie werd gewonnen door de Sloveen Primož Roglič, die ook in 2019 wist te winnen.

## Mannen

### Uitslag
| Ronde van Emilia 2021 |                 |                        |          |
| Plaats                | Naam            | Ploeg                  | Tijd     |
| Winnaar               | Primož Roglič   | Jumbo-Visma            | 4u54'26" |
| 2                     | João Almeida    | Deceuninck–Quick-Step  | + 3"     |
| 3                     | Michael Woods   | Israel Start-Up Nation | + 5"     |
| 4                     | Adam Yates      | INEOS Grenadiers       | + 10"    |
| 5                     | Remco Evenepoel | Deceuninck–Quick-Step  | + 28"    |
| 6                     | Daniel Martin   | Israel Start-Up Nation | + 1'23"  |
| 7                     | Bauke Mollema   | Trek-Segafredo         | + 1'45"  |
| 8                     | Diego Ulissi    | UAE Team Emirates      | + 1'46"  |
| 9                     | Ben Hermans     | Israel Start-Up Nation | + 1'50"  |
| 10                    | Nairo Quintana  | Arkéa-Samsic           | + 1'59"  |

## Vrouwen
De achtste vrouweneditie van de Ronde van Emilia maakte deel uit van de UCI Women's ProSeries 2021. In 2020 won de Deense Cecilie Uttrup Ludwig. Deze editie werd gewonnen door de Spaanse Mavi García.
De wedstrijd werd verreden op zaterdag 2 oktober, op dezelfde dag als de uitgestelde eerste vrouweneditie van Parijs-Roubaix en daardoor kende deze editie geen groot deelnemersveld: er stonden elf ploegen aan de start, waarvan slechts één World-Tourploeg (het Italiaanse Alé BTC Ljubljana), met een totaal van 60 deelnemers. Het Nederlandse Parkhotel Valkenburg was de enige ploeg van buiten Italië.

### Uitslag
| Ronde van Emilia voor vrouwen 2021 |                   |                         |          |
| Plaats                             | Naam              | Ploeg                   | Tijd     |
| Winnaar                            | Mavi García       | Alé BTC Ljubljana       | 2u14'47" |
| 2                                  | Arlenis Sierra    | A.R. Monex              | + 8"     |
| 3                                  | Rachel Neylan     | Parkhotel Valkenburg    | + 13"    |
| 4                                  | Rasa Leleivytė    | Aromitalia Vaiano       | + 33"    |
| 5                                  | Silvia Zanardi    | BePink                  | + 35"    |
| 6                                  | Letizia Borghesi  | Aromitalia Vaiano       | + 42"    |
| 7                                  | Greta Marturano   | Top Girls Fassa Bortolo | + 46"    |
| 8                                  | Barbara Malcotti  | Valcar-Travel & Service | + 52"    |
| 9                                  | Katia Ragusa      | A.R. Monex              | + 54"    |
| 10                                 | Silvia Magri      | Valcar-Travel & Service | + 1'00"  |
| 11                                 | Nina Buysman      | Parkhotel Valkenburg    | z.t.     |
|                                    |                   |                         |          |
| 13                                 | Marit Raaijmakers | Parkhotel Valkenburg    | + 1'15"  |

1909 · 1910 · 1911 · 1912 · 1913 · 1914 · 1915 · 1916 · 1917 · 1918 · 1919 · 1920 · 1921 · 1922 · 1923 · 1924 · 1925 · 1926 · 1927 · 1928 · 1929 · 1930 · 1931 · 1932 · 1933 · 1934 · 1935 · 1936 · 1937 · 1938 · 1939 · 1940 · 1941 · 1942 · 1943 · 1944 · 1945 · 1946 · 1947 · 1948 · 1949 · 1950 · 1951 · 1952 · 1953 · 1954 · 1955 · 1956 · 1957 · 1958 · 1959 · 1960 · 1961 · 1962 · 1963 · 1964 · 1965 · 1966 · 1967 · 1968 · 1969 · 1970 · 1971 · 1972 · 1973 · 1974 · 1975 · 1976 · 1977 · 1978 · 1979 · 1980 · 1981 · 1982 · 1983 · 1984 · 1985 · 1986 · 1987 · 1988 · 1989 · 1990 · 1991 · 1992 · 1993 · 1994 · 1995 · 1996 · 1997 · 1998 · 1999 · 2000 · 2001 · 2002 · 2003 · 2004 · 2005 · 2006 · 2007 · 2008 · 2009 · 2010 · 2011 · 2012 · 2013 · 2014 · 2015 · 2016 · 2017 · 2018 · 2019 · 2020 · 2021 · 2022 · 2023 · 2024
Tour Down Under · 
Omloop Het Nieuwsblad · 
Nokere Koerse · 
Festival Elsy Jacobs · 
Ronde van Thüringen · 
Ronde van Italië · 
Ronde van Emilia · 
Gran Premio Bruno Beghelli Internazionale Donne Elite